# 中华人民共和国领土

中华人民共和国政府主張的领土范围

中华人民共和国领土包含中国边界线内的陆地、底土、内水、领海和领空。其实际管辖的领土也被台湾方面称为「陸港澳」或「中港澳」，除了其实际管辖的领土外，还与周边国家存在其他领土争端。

## 领土范围

中华人民共和国
實際控制地区
声称拥有主权但未实际控制地区

中华人民共和国的领土范围東至黑龙江省抚远市的黑瞎子岛中部，西达新疆克孜勒苏境内的帕米尔高原，南抵海南省三沙市的南海海域，北及黑龙江省大兴安岭地区的黑龙江航道。中华人民共和国政府主张其领土最南端位于南沙群岛曾母暗沙附近的立地暗沙，国土东西相距5200公里，南北相距5500公里，但南沙群岛部分岛礁和海域未实际管轄。中华人民共和国领土承接自1949年前中華民國的領土，但中华人民共和国政府对领土的主张和控制与中華民國大陸時期不尽相同。
中国领陆包括中国大陆及各岛屿，总面积约960万平方千米。
中国领水包括内水和领海两部分。内水包括河流及其河口、湖泊、港口、内海和历史性海湾等。
中国毗邻海域包括渤海（内海）、黄海、东海、南海，总面积约470万平方千米。其中，中国主张管辖的海域面积约为300万平方千米，这其中包括了内海、领海、毗连区、专属经济区和大陆架。
中国领空指中国领陆和领水的上方，大气空间和宇宙空间的分界线以下的空域。
中华人民共和国政府所主张的陆地领土面积达960万平方公里，實際控制地区則为约957萬平方公里，居世界第三或第四位；不包括陆地上水域的纯陆地面积则为世界第二位，仅次于俄罗斯。陆地边界长22,457公里。截至2016年，中华人民共和国的版图（实际控制）大小为1,045万km2，包括：
- 大陆：9,400,000km2；
- 岛屿与暗礁：75,400km2；
- 沿海滩涂：12,700km2；
- 内海（主要为渤海）：693,000km2；
- 领海：220,000km2。

## 按时间排列的列表

### 1949年－1959年
- 1949年，中共中央书记处书记、中共中央军委副主席周恩来命令中国人民解放军总参谋部计算中国领土的总面积，结果是960万km2[12]。
- 1949年10月1日，中国共产党中央委员会主席毛泽东在北京天安门宣布中华人民共和国成立。
  - 10月5日，中国人民解放军第一野战军第一兵团在酒泉召开进疆誓师大会，王震宣布10日开始向新疆省进军。此前的9月25、26日，中華民國國軍驻新疆部队和新疆省政府相续倒戈起义，宣布新疆和平解放。因此，中华人民共和国建立之日，已名义上完全控制中国北方全部领土。约170万km2的新疆是当时中华民国领土面积最大的省份，迄今仍是中华人民共和国面积最大的省级行政区，约占全国陆地面积的六分之一。11月，第一兵团机关在王震的率领下进入迪化，至1950年初，中华人民共和国政府方才将新疆全境纳入管辖范围。
  - 12月7日，中国人民解放军攻占湖南省全境[註 2]，月底，进入西康省。10月31日，解放军发起广西战役，至11月22日占领广西省省会桂林市。
- 1949年11月，解放军发起西南战役，逐步攻占和控制西南地区。同月，进入贵州省。28日，中華民國政府由重庆市迁往成都，30日，解放军攻占重庆。12月7日，中華民國政府遷至台灣。9日，云南省主席卢汉宣布起义。11日，西康省主席刘文辉及邓锡侯、潘文华在彭县起义。27日，贺龙率部进入成都。中华人民共和国政府逐步接管四川省全省。
- 1950年1月，陕西省最南端、与今重庆市、湖北省交界的镇坪县未被解放军攻占。这是陕西省最后一个未解放的县。1月上旬，陕西省军区、陕南军区指示安康军分区，进军镇坪县。中旬，解放军在镇坪县元木沟进行的战斗结束，占领镇坪县[13]。
- 1950年2月12日，中华民国政府进一步扩大禁止船舶、航空器进入的区域，将之扩展到全部的中国大陆沿海，此措施被称为“關閉政策”。不久，即因中华民国空军丧失优势，中华民国海军无法维持对长江口的封锁，但对台湾海峡的封锁维持至1970年代末，造成中国大陸船只长期无法在大陆南北港口航行，直至1968年才打通南北航线，但长期绕行太平洋，无法通过台湾海峡。至1979年，中国大陸船只才在台湾海峡复航。
- 1950年2月，四川省政府复设于西康省西昌县。3月，解放军发起西昌战役，这是第二次国共内战中，解放军和國軍进行的最后一场大规模战役。3月27日，解放军攻占西昌县，四川省政府随之彻底消亡。4月7日，西昌战役结束，国民政府对西康省的管辖也彻底结束。5月1日，中国人民解放军完全控制海南岛[14]，部分国军退至北部湾的浮水洲岛（或称夜莺岛，现名白龙尾岛，归越南管辖）。5月19日，解放军完全控制舟山群岛[15]，包括中华民国江苏省政府最后管辖的县——嵊泗县。6月，解放军取得万山群岛战役胜利，至此控制广东省全境。
- 1950年10月，解放军取得昌都战役胜利，消灭藏军主力。1951年5月23日，中华人民共和国中央人民政府与西藏政府签订《中央人民政府和西藏地方政府关于和平解放西藏办法的协议》（通称《十七条协议》），解放军进入西藏，控制西藏。至此，中华人民共和国政府已控制中国大陆绝大部分地区，同时也彻底结束了军阀在中国的统治。
- 1951年5月起，李弥率领云南反共救国军两次攻入云南，攻克沧源、耿马、澜沧、双江等县市乡。后被解放军云南军区部队击退，于7月撤出云南省。
- 1953年7月15日，中華民國國軍发起東山島戰役，未能取得胜利，此后未再成建制發動反攻大陸军事行动。
- 1955年1月，解放军发起一江山岛战役，并迫使中华民国政府从大陳島撤退。最终，解放军夺取全部浙东沿海岛屿，占领浙江省全境。至此，中华民国所设三十五省中，除臺灣省，福建省的金门、乌坵、马祖和海南特别行政区的南海诸岛部分島嶼外，全部纳入中华人民共和国控制，中華民國政府僅實際控制台澎金馬至今。
- 1955年4月17日，中国人民解放军接管旅大地区一切防务。5月27日，苏军驻旅大部队完全撤出旅大。
- 同年，中国人民解放军攻占浮水洲岛，并设立行政机关，隶属广东省海南行政区儋县。
- 1957年3月，中华人民共和国政府指派马白山，将浮水洲岛移交给越南。此后，越南政府将此岛改称为白龙尾岛。

### 1960-1969
- 1961年1月4日，《中缅边界条约》生效。
- 1961年10月5日，《中尼边界条约》签订并生效。
- 1962年11月21日，在赢得中印边境战争军事胜利的情况下，中華人民共和国政府声明主动停火，撤退到战前中印双方实际控制线以后。自此，印度保持着对藏南地区的控制，而中華人民共和国实际控制阿克赛钦地区（约3万km2）与喀喇昆仑走廊（5,181km2）。
- 1963年3月2日，《中巴边界协定》签订并生效。
- 1963年3月25日，《中蒙边界条约》生效。
- 1963年11月22日，《中华人民共和国和阿富汗王国边界条约》签订并生效。
- 1964年3月20日，《中朝边界条约》生效，中華人民共和国将原属中国的包括白头山天池部分领土（约1,200平方公里）割让给朝鲜。
- 1964年，经中華人民共和国政府倡议，中蘇雙方于当年2月至8月间在北京举行副部长级中苏边界谈判。苏方称之为“核定边界线的苏中协商”。此次谈判未取得实质性成果[16]。
- 1967年底，中苏双方在边境七里沁岛地区数次发生冲突。1968年1月5日，发生七里沁岛事件。苏联边防军入侵七里沁岛，打死中国渔民四人，九人受伤。
- 1969年3月，珍宝岛事件后，中华人民共和国控制珍宝岛。此后中苏双方发生一系列中苏边界冲突。

### 1970-1979
- 1971年10月25日，聯合國大會第2758號決議通過，中华人民共和国获得中国代表权，取代中华民国成为联合国安全理事会常任理事国。
- 1974年1月19日，西沙海战之后，中方控制了整个西沙群岛。

### 1980-1989
- 1983年11月，中国大陆方面继1979年货轮在台湾海峡复航后，客轮复航。此后在台湾海峡海域，台海双方形成以海峽中線为分界，彼此军民飞机、船只互不越线的默契。
- 1988年3月14日，赤瓜礁海战之后，中華人民共和國控制了南海至少6座礁石：永暑礁、华阳礁、东门礁、南薰礁、渚碧礁及赤瓜礁。

### 1990-1999
- 1991年5月中苏雙方签署《中苏国界东段协定》，一些沿边境地区小块土地及岛屿移交中国。
- 1992年1月21日，《中老边界条约》生效。
- 1992年3月16日，《中苏东段国界协定》生效。
- 1993年，俄罗斯联邦归还珲春市春化镇东北部瑚布图河畔4.7km2土地[17]。
- 1995年10月17日，《中俄西段国界协定》生效。
- 1997年7月1日，中華人民共和國恢復對香港行使主權，香港（1,104km2）回归。
- 1998年至1999年，中俄边境划定。[18]
- 1999年12月20日，中華人民共和國恢復對澳門行使主權，澳门（29.2 km2）回归。
- 1999年12月30日，《中越陆地边界条约》簽訂，正式划定1,347公里长的共同陆地边界。227平方公里的争议区，划归中国114平方公里，划归越南113平方公里[19]。

### 2000年代
- 2004年10月14日至2005年6月2日，俄罗斯总统普京访华，双方签定《中华人民共和国和俄罗斯联邦关于中俄国界东段的补充协定》[20]。
- 2005年6月2日，中俄互换《中华人民共和国和俄罗斯联邦关于中俄国界东段的补充协定》批准书，中俄勘界工作启动。
- 2006年，中方在中越邊界的法卡山3号高地竖立1156号界碑，确认此前控制的法卡山4号、5号高地被划归越南，恢复至1979年中越战争爆发前的中越传统边界状态[21]。
- 2008年9月至2009年，中华人民共和国与塔吉克斯坦共和国的边界勘定，依据协议重新得到至少1,000 km2土地（2011年1月由塔吉克斯坦议会正式通过批准生效）。[22]
- 2008年10月14日，俄羅斯正式移交黑瞎子岛西部之174平方公里土地[20]。
- 2008年12月31日，中越边境线确定，但是细节信息仍没有被公布。[23]
- 2008年，根据《中华人民共和国和俄罗斯联邦关于中俄国界东段的补充协定》重新划界后，阿巴该图洲渚总面积为57.56平方公里，划归中方34.55平方公里，划归俄方23.01平方公里。
- 2009年，中国（仅中国大陆）填海造陆面积已达到约150 km2。[24]

### 2010年代
- 2011年1月12日，塔吉克斯坦议会正式通过一项议案，批准移交中華人民共和國约1000 km2土地。[25][26]
- 2012年，在中日钓鱼岛冲突后，中华人民共和国开始对钓鱼岛及周边海域进行常态化巡逻。[27]
- 2012年，在中菲黄岩岛对峙后，中华人民共和国实际控制黄岩岛。[28]
- 2014年12月24日，中华人民共和国在实际上控制的西沙群島中的永興島（原称永兴礁）完成填海工程，有网民在互联网上搜寻到一张近期拍摄的航拍图片，见到永兴岛的机场跑道延长约300米，可供大型运输机起降，机场周围另有一片疑似计划中的填海区。且位于永兴本岛东北的石岛，也已跟本岛融为一体。永兴岛目前的面积为2.6平方公里，已是超越南海诸岛中的太平島，成为该海域中的最大岛屿，惟该岛仍无水源供应，需依赖解放军运补。
- 2015年11月4日，珲春市春化镇东北部瑚布图河畔成立5个新的界碑。[17]然而中俄两国仍然将黑瞎子岛（大乌苏里岛）全部画入本国地图。[29]
- 2017年6月，印度军队与中国人民解放军在洞朗对峙，印度称洞朗地区为中華人民共和國和不丹争议领土，事后恢复现状。

## 领土四极

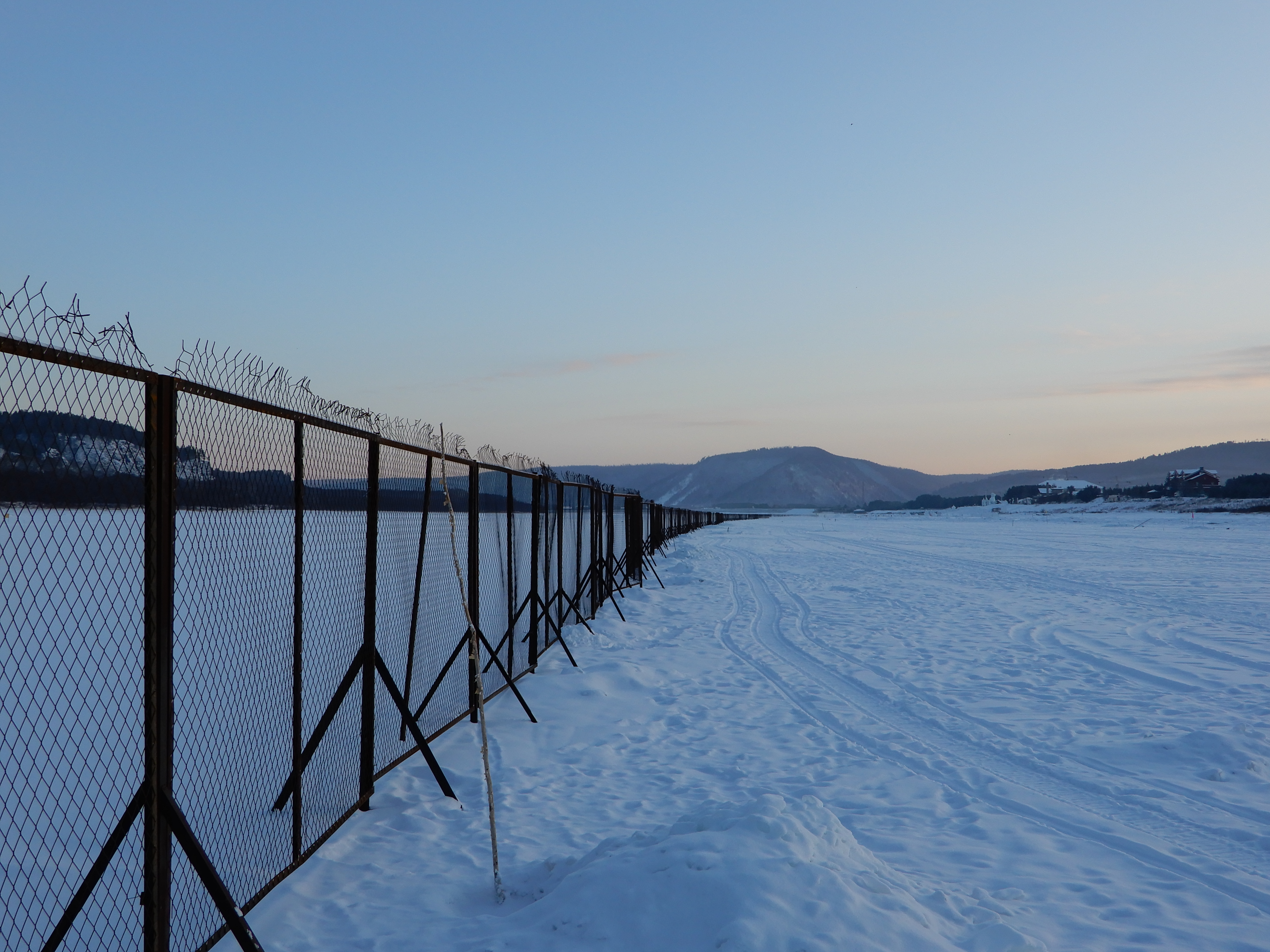
现时中華人民共和國领土最北端的边境栅栏，拍摄者在中方一侧，栅栏对面即为俄罗斯

中华人民共和国的领土四极为：
| 方位 | 主张                                                                    | 实际控制 |
| ---- | ----------------------------------------------------------------------- | --- |
| 东   | 位于黑龙江和乌苏里江汇合处的黑龙江省抚远市黑瞎子岛中部（东经134度46分） | 控制、驻军：同左 居民：黑龙江省佳木斯市抚远市乌苏镇（东经134度39分） |
| 西   | 新疆阿克陶县的帕米尔高原（东经73度30分）                                | 控制、驻军：同左 居民：新疆维吾尔自治区克孜勒苏柯尔克孜自治州乌恰县吉根乡（东经74度05分） |
| 北   | 黑龙江省漠河以北的黑龙江河川航道中心线至北点（北纬53度33分）            | 控制、驻军：同左 居民：黑龙江省大兴安岭地区漠河市北极镇北红村（北纬53度30分） |
| 南   | 南海诸岛最南端的曾母暗沙（约北纬3度51分）                               | 控制：同左 驻军：南海诸岛华阳礁填海体最南端（北纬8度51分） 居民：海南省三沙市南沙区美济社区（北纬9度52分） 无争议：海南省三亚市吉阳区锦母角（北纬18度09分） 大陆极南端：广东省湛江市徐闻县角尾乡角尾村灯塔（北纬20度13分） |